# Krypblågull
Krypblågull (Polemonium reptans) är en blågullsväxtart som beskrevs av Carl von Linné. Krypblågull ingår i släktet blågullssläktet, och familjen blågullsväxter. Utöver nominatformen finns också underarten P. r. villosum.

## Bildgalleri

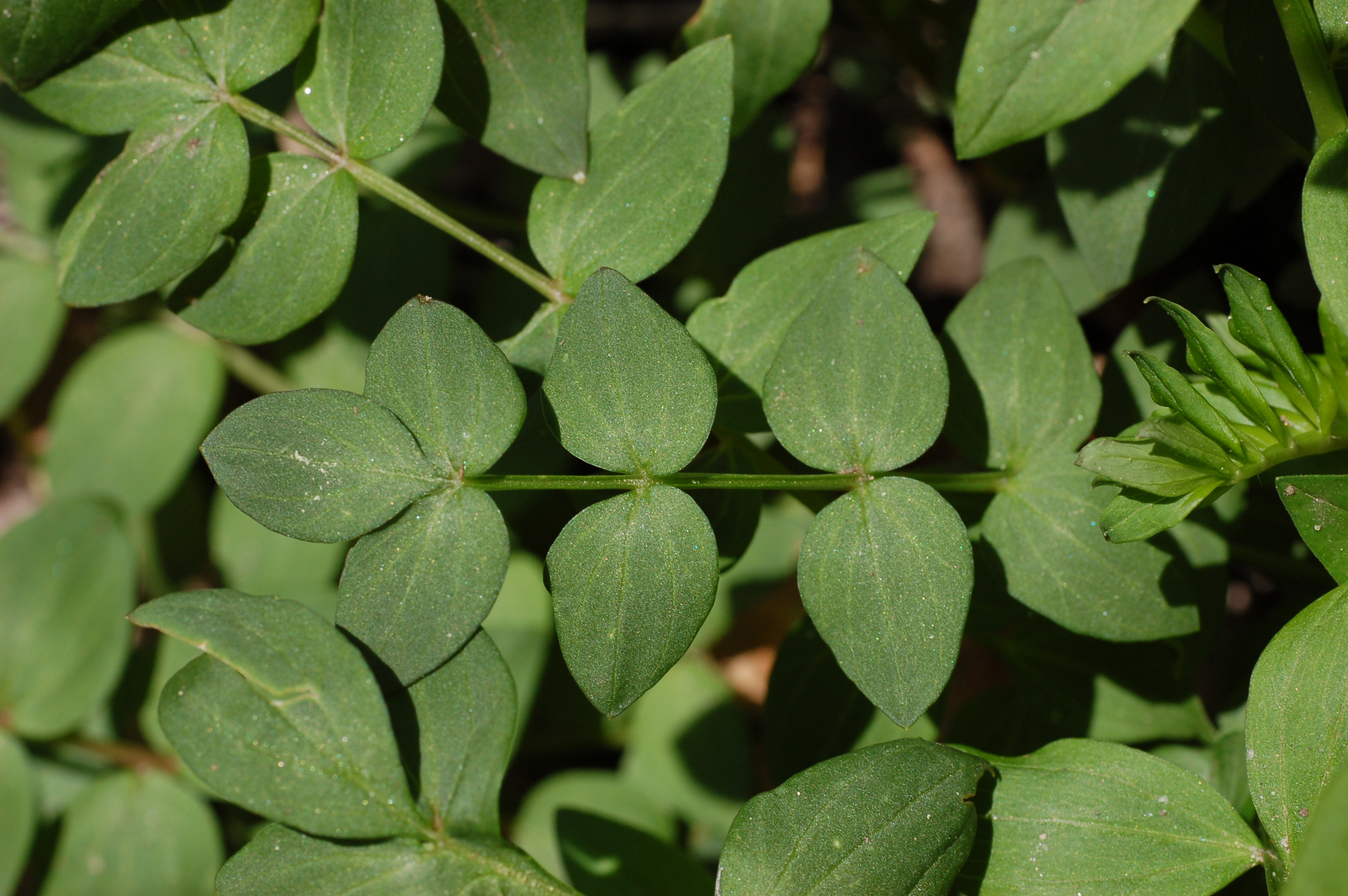
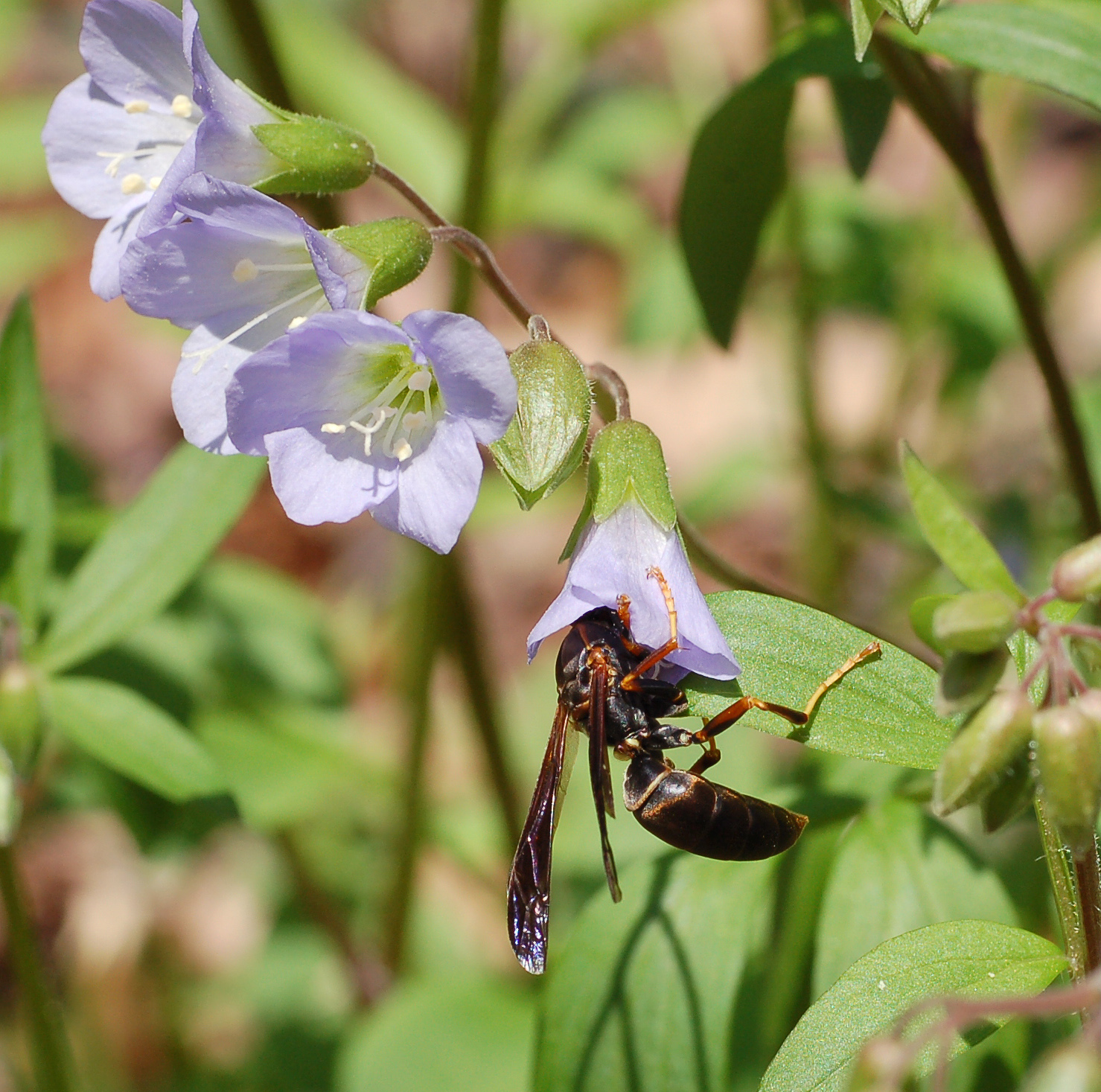
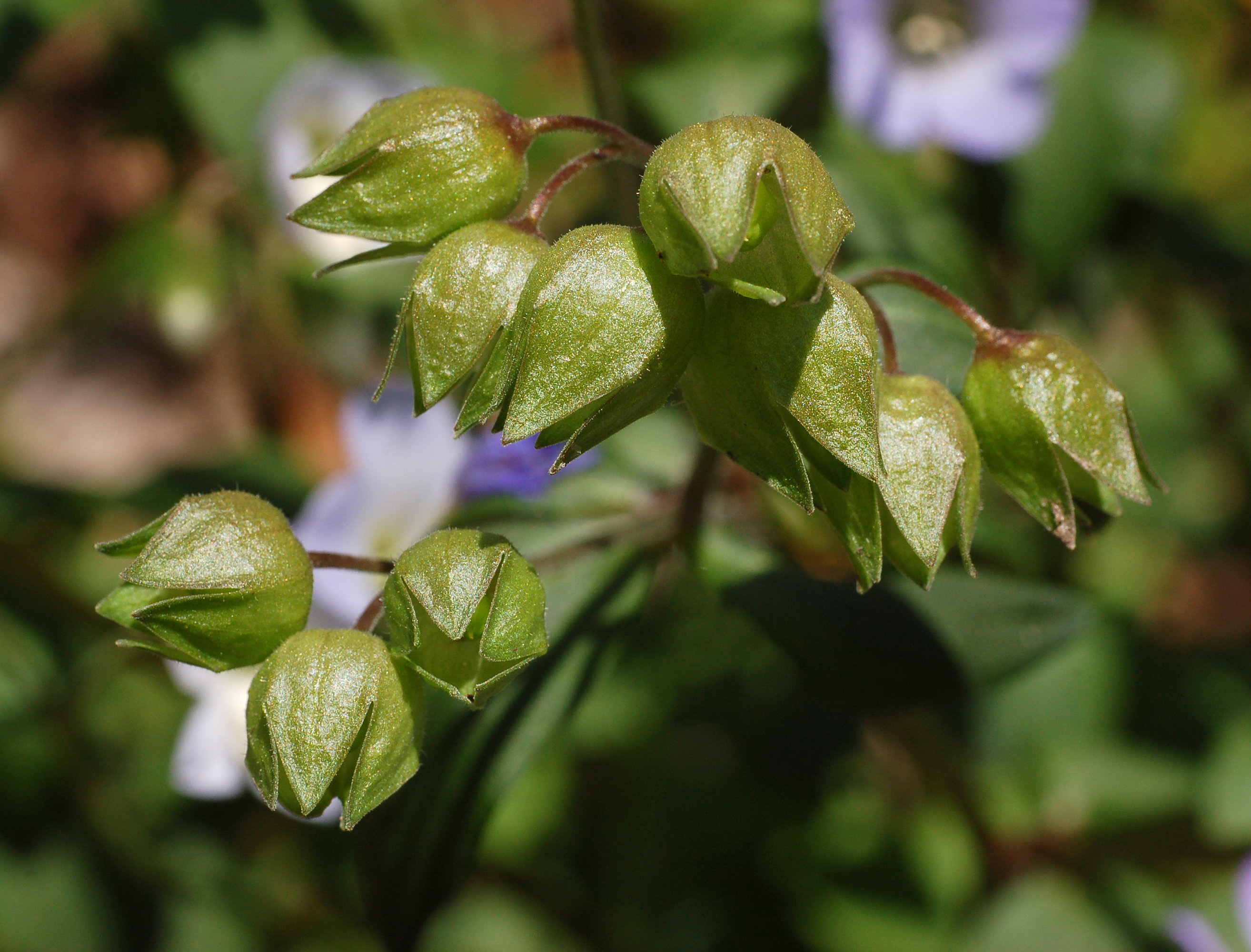
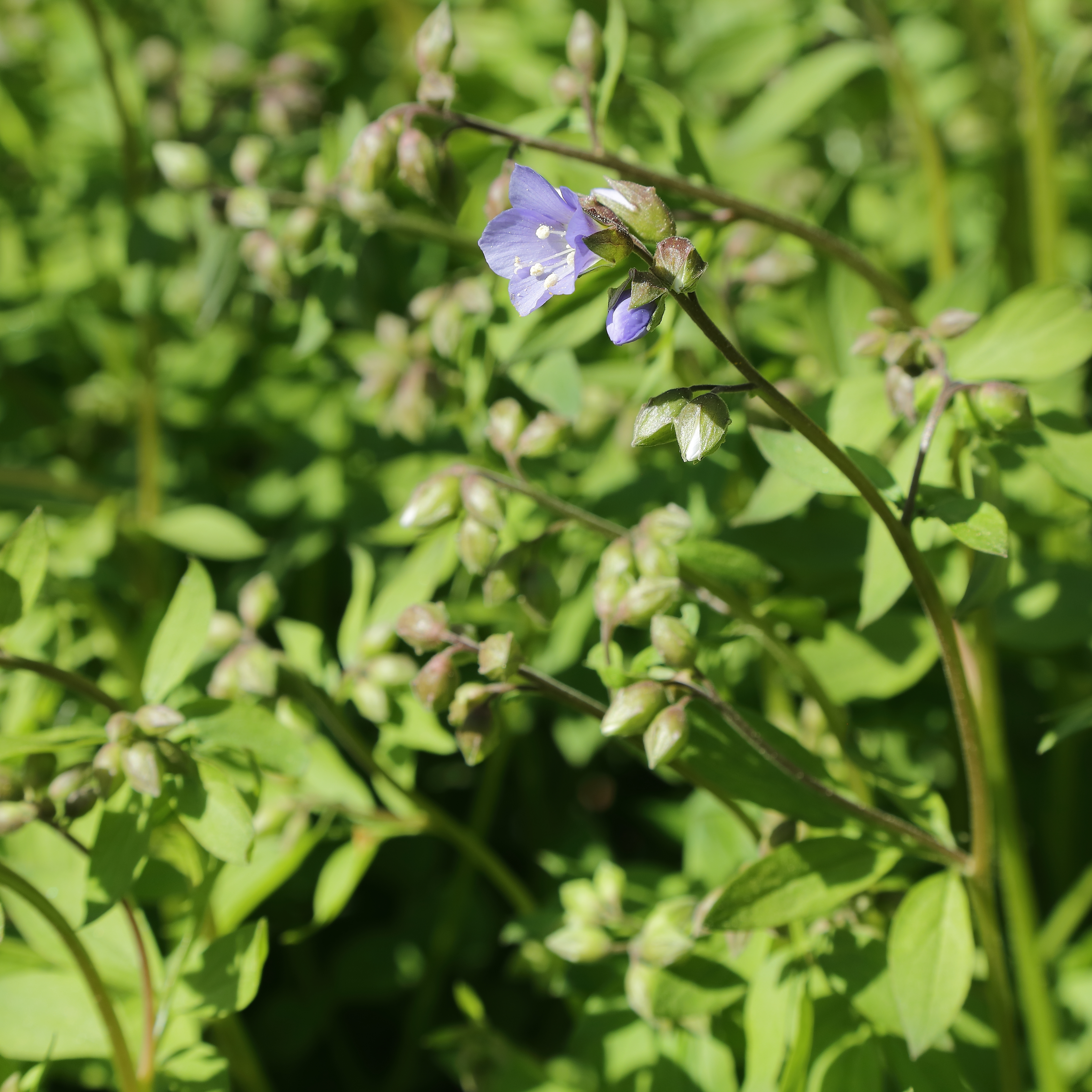
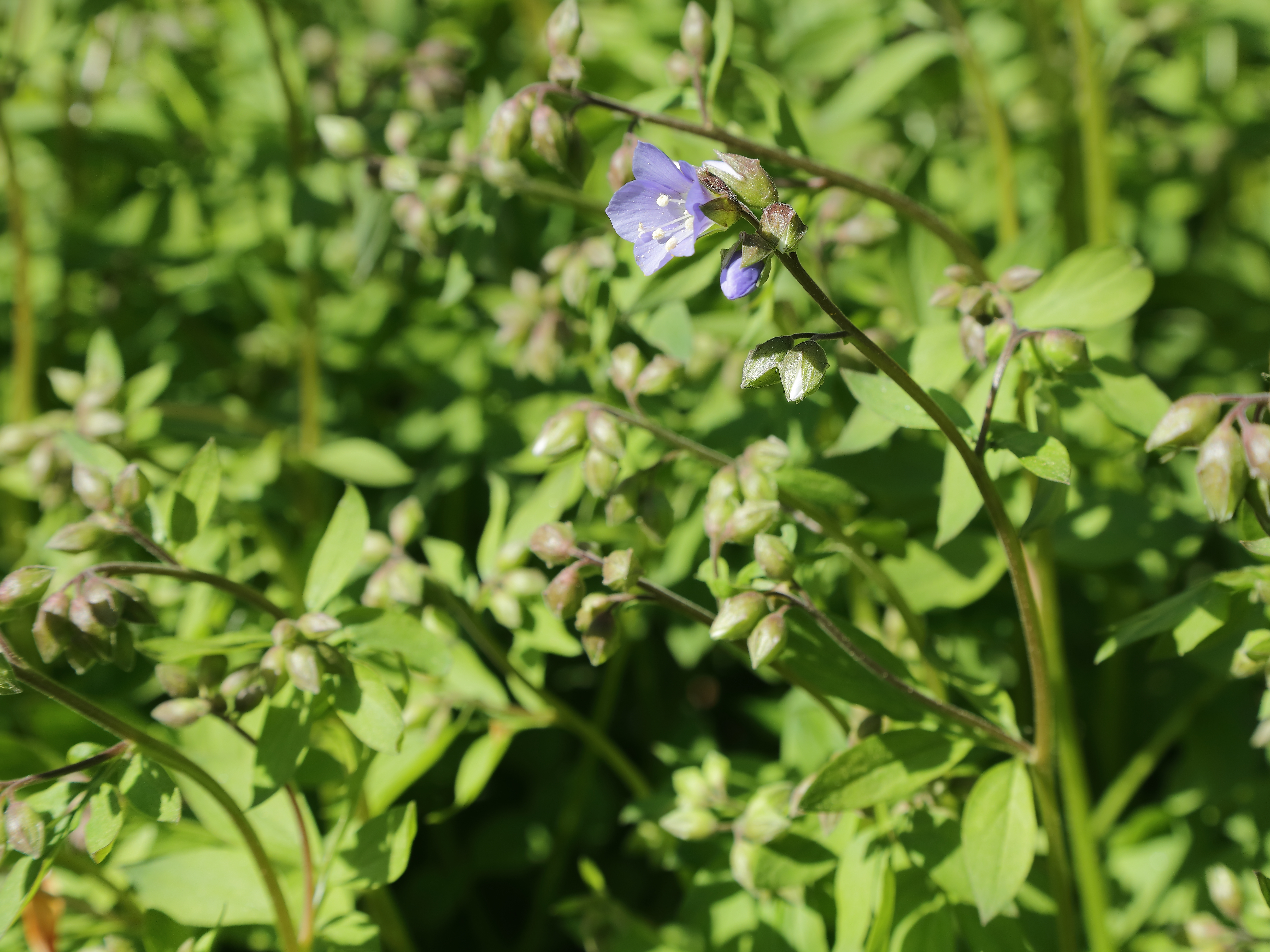
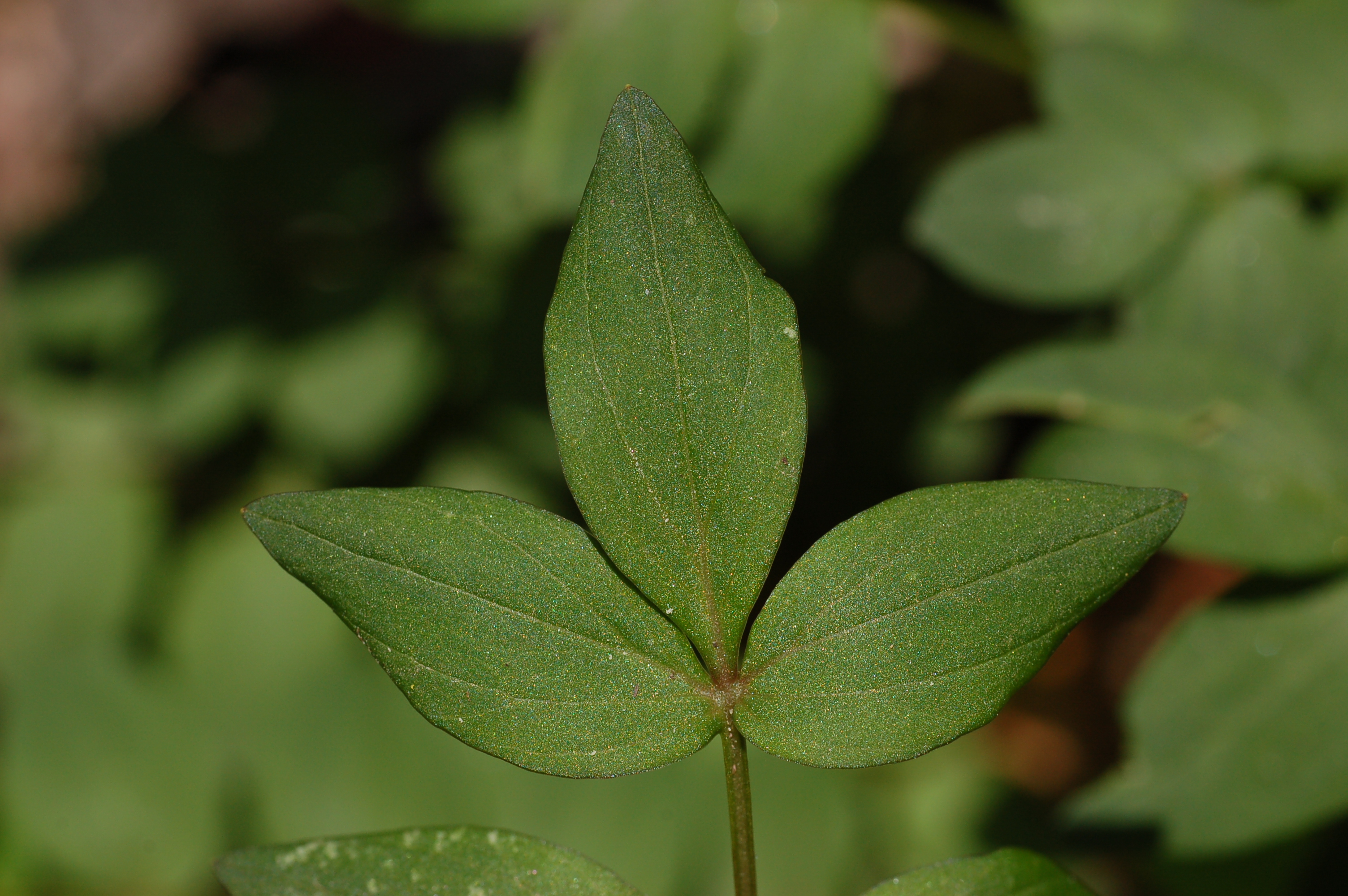